# Wolfgang Wolter (Fußballspieler)
Wolfgang Wolter (* 8. August 1957) ist ein ehemaliger deutscher Fußballspieler. 1978 spielte er für den FC Hansa Rostock in der DDR-Oberliga, der höchsten Spielklasse im DDR-Fußball.

## Sportliche Laufbahn
Mit 15 Jahren kam Wolfgang Wolter 1972 zum FC Hansa Rostock und spielte dort bis 1979. Seine ersten Punktspiele bestritt er in der Saison 1974/75 mit der 2. Mannschaft in der zweitklassigen DDR-Liga. In sieben der 22 ausgetragenen Ligaspielen wurde er als Mittelfeldspieler eingesetzt. Erst 1978/79 gehörte er zum Aufgebot der 1. Mannschaft und bestritt am 6. Spieltag auch sein einziges Oberligaspiel. Die meisten Spiele in dieser Saison absolvierte er für den FC Hansa in der Nachwuchsoberliga, wo er als Mittelfeldakteur Stammspieler war. Nach dieser Saison stieg Hansa Rostock in die DDR-Liga ab, und Wolter gehörte nicht mehr zum offiziellen Aufgebot der 1. Mannschaft. Nur in einem Punktspiel wurde er dort als Einwechselspieler eingesetzt. Stattdessen spielte er wieder in der 2. Mannschaft, die in der drittklassigen Bezirksliga vertreten war.
Im November 1979 wurde er für drei Jahre zur Nationalen Volksarmee eingezogen. Dort konnte er zeitweise in der DDR-Liga-Mannschaft der Armeesportgemeinschaft (ASG) Vorwärts Neubrandenburg weiter Fußball spielen. In der Rückrunde der Spielzeit 1979/80 kam er in acht Ligaspielen zum Einsatz, wurde 1980/81 nicht berücksichtigt und bestritt ab 1981/82 21 der 22 DDR-Liga-Spiele. Dabei wurde mit zehn Treffern Torschützenkönig der Neubrandenburger. Nachdem Wolter in der Hinrunde 1982/83 noch ein Ligaspiel für die ASG Vorwärts bestritten hatte, wurde er nach insgesamt 30 DDR-Liga-Einsätzen im Oktober 1982 aus dem Armeedienst entlassen, und er schloss sich dem DDR-Ligisten BSG Schiffahrt/Hafen Rostock an. Mit sieben Punktspieleinsätzen und einem Tor war er am Staffelsieg der Mannschaft beteiligt und bestritt anschließend vier der acht Spiele in der Oberligaaufstiegsrunde 1983, in der die Rostocker mit dem letzten Platz den Aufstieg verpassten. Wolter absolvierte mit der Schiffahrt/Hafen-BSG noch zwei Spielzeiten in der DDR-Liga, wobei er von den 56 ausgetragenen Punktspielen 42 Partien bestritt und in seiner letzten Saison noch zwei Tore erzielte. Nach dieser Saison 1984/85 stieg die BSG aus der DDR-Liga ab. Als sie 1986 wieder aufstieg, hatte Wolter bereits seine Laufbahn als Leistungssportler beendet. Neben seinem einzigen Oberligaspiel war er auf 87 DDR-Liga-Einsätze gekommen, in denen 13 Tore erzielt hatte.